# 訃報 1987年10月
訃報 1987年10月（ふほう 1987ねん10がつ）では、1987年（昭和62年）10月中に物故した、又は物故が報じられた人物についてまとめる。

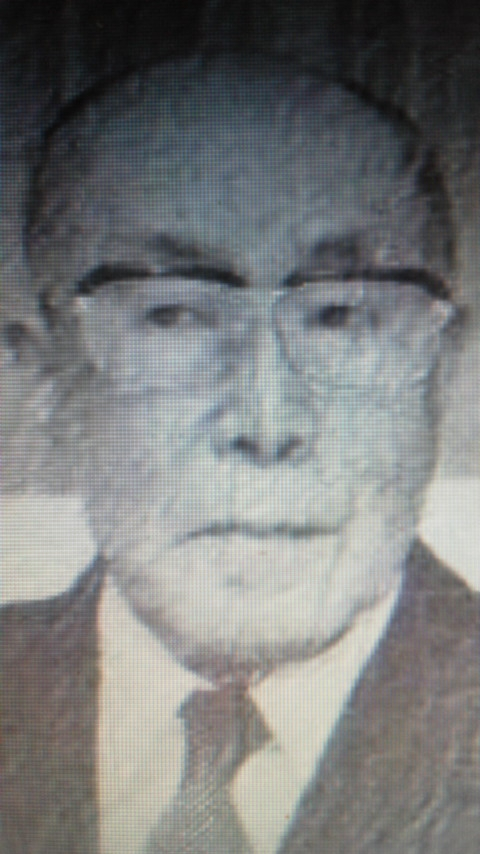
稲山嘉寛 / 10月9日没

## （1日 - 15日）
- 10月2日 - ピーター・メダワー[要出典]、生物学者（* 1915年）
- 10月9日 - 稲山嘉寛、実業家、第5代経団連会長（* 1904年）
- 10月9日 - ウィリアム・P・マーフィ、医学者（* 1892年）
- 10月13日 - ウォルター・ブラッテン、物理学者（* 1902年）

## （16日 - 31日）
- 10月19日 - 野呂信次郎、音楽評論家（* 1909年）
- 10月19日 - ジャクリーヌ・デュ・プレ、チェリスト（* 1945年）
- 10月20日 - アンドレイ・コルモゴロフ、数学者（* 1903年）
- 10月22日 - リノ・ヴァンチュラ、 俳優（* 1919年）
- 10月26日 - 南部圭之助、 映画評論家（* 1904年）
- 10月27日 - ジャン・エリオン、画家（* 1904年）
- 10月27日 - ホルヘ・ダルト、ピアニスト（* 1948年）
- 10月28日 - アンドレ・マッソン、画家（* 1896年）
- 10月30日 - 稲垣きくの、俳人（* 1906年）